# イランに対する制裁
イランに対する制裁（イランにたいするせいさい、英: sanctions against Iran）は、イランにおける深刻な人権侵害や核開発問題を受け、多くの国々や多国籍企業が講じている措置。制裁は一般的に核兵器・ミサイルや特別な軍事技術などの軍事関連物資の輸出を禁止し、また、石油、天然ガス、石油化学製品に投資することも禁じている。加えて、イランの金融機関を国際的な取り引きから締め出している。1979年のイラン・イスラム革命以来、アメリカはイランに対して制裁措置を講じてきた。イランによる核開発疑惑を巡り、アメリカを初めとする諸外国および多国籍企業が制裁に協力をしている。

## 対イラン国連制裁
国連安全保障理事会で決議された対イラン制裁には以下のものがある。
- 国連安保理決議1696

→2006年7月31日に採択された。国連憲章第7章に基づいて、イランに対しウランの濃縮活動を中止するよう要請。
- 国連安保理決議1737

→2006年12月23日に採択された。核関連原料及び技術を禁止し、核開発計画に関係する個人や企業の資産を凍結。
- 国連安保理決議1747

→2007年3月24日に採択された。イランに対する武器輸出の停止、凍結資産を拡張。
- 国連安保理決議1803

→2008年3月3日に採択された。資産凍結を延長し、同盟国がイランの銀行活動を監視し、船舶や飛行機を検査し、また核開発計画に関係する個人を領土内で監視することを要請。
- 国連安保理決議1835

→2008年9月27日に採択された
- 国連安保理決議1929

→2010年6月9日に採択された。弾道ミサイルに関する活動を禁止し、武器禁輸を強化し、核開発計画に関連する個人に渡航を禁止し、イラン革命防衛隊 や Islamic Republic of Iran Shipping Lines の資産及び資金を凍結して、禁止された活動に関連するイラン船舶へのサービスを禁止し、イランの銀行の支店が、各国の領土に開店するのを禁止し、各国にある金融機関がイランに開店すること及び預金口座を開設することを禁止した。また、各国にイラン貨物を検査することを要請。

## 対イラン二国間制裁
オーストラリアはイランの核・ミサイル開発計画に関係する個人や法人に対して金融制裁を科すとともに、海外旅行を禁止している。また、武器輸出を禁止している。
カナダは特定のイラン人の資産と取引すること、武器輸出、原油の精製、イランの金融機関の設立、石油またはガス分野への投資、イランの銀行との取引、イラン政府の負債の購入を禁止している。その上、Islamic Republic of Iran Shipping Lines に船舶及びサービスの提供をすることを禁止している。しかしながら、外務省の許可を得れば特別な場合に限り、禁止された活動または商取引が可能である。
EUの規制により、外国貿易、金融サービス、エネルギー関連会社や技術分野でのイランとの商取引が減少した。EUはイラン及びイランの会社に保険を提供することを禁止した。2012年1月23日に、同年7月より、イラン産原油に制限を加えて、イラン中央銀行の資産を凍結することとした。翌月にイランが先制手段を講じてフランスやイギリスへの原油輸出を停止した。しかしその両国は既にイラン産原油への依存を大幅に減らしていた（ヨーロッパ全体でイランからの輸入を半減した）。数人のイランの政治家が、イラン産原油に今だ依存している国々（イタリア、スペイン、ギリシャなど）への販売停止を要求した。3月15日に、EUは、ベルギー・ブリュッセルのSWIFTがイランの中央銀行を含む25のイランの銀行へのサービスを打ち切るよう、指示することを決定した。
その結果、イラン中央銀行に対するEUの制裁がいっそう強められた。3月17日にSWIFTのサービス供給が停止された。それにもかかわらず、イラン中央銀行を通じて合法的に取引することが今でも可能である。
2011年6月24日のEU公報によると、シリア政府による反政府運動の弾圧に関与しているとしてイラン革命防衛隊員である下記の3人に対して、個人制裁が科された：Soleimani and Brig Cmdr Mohammad Ali Jafari, and the Guard's deputy commander for intelligence, Hossein Taeb.
インドはイランの核開発計画に関連する品目、材料、設備あるいは技術などの輸出を禁止している。しかし、2012年には制裁強化に反対した。インドの輸入原油の中でイラン産が12%を占めているためである。2012年3月に、両国間の貿易を促進するために、イランへ代表団を派遣した。その結果両国は、2015年までに 貿易総額を250億ドル分増加すると発表した。さらに、対イラン制裁を回避するため、インドが購入するイラン産原油をルピーで決済することに合意した。
イスラエルは敵対国との関係を禁止する法案を成立させた。この法案により、イランとの商取引及び渡航が禁止され、制裁に違反した企業に対して罰金を課すことが可能になった 。
日本はイランによる核関連業種への対内直接投資を禁止し、核兵器関連のイラン向け支払を禁じる資金使途規制を実施している。ただし、2023年現在日本が実施している対イラン制裁は全て国連安保理決議に基づくものであり、日本として独自制裁は科していない。2012年にイランにとり第二の原油取引先である日本が、イランへの依存を減らすために「具体的な手段」をとることを発表した。2011年には、東日本大震災が起こったにもかかわらず、イランからの輸入を20%減らした。
ロシアは国連安保理で過去4回の制裁決議を支持したものの、2012年4月から制裁強化に反対することを表明している。
南アフリカ最大のイラン産原油の取引先は、イランとの商取引を停止しサウジアラビアに代替の原油の供給を依頼した。
韓国は126の個人や会社に制裁を科した。日韓両国でイランの原油輸出の26%を占める。2012年3月のIEAの調査報告によると、韓国が年初にイランの原油輸入を急増させた。
スイスは武器及びイランの石油やガス分野に利用される製品の販売を禁止し、金融サービスに制限を加えた。
トルコはアメリカからの圧力により、イラン産原油輸入の20%を切り詰めた。
アメリカは武器販売を禁止し、ほぼ完全なイランとの経済活動の禁止を行っている。その中には、イランとの商取引を行う会社への制裁、イランからあらゆる製品の禁輸、イランの金融機関に対する制裁、イランの航空機産業との商取引の禁止が含まれている。イランと取引する場合は、財務省から特別な許可を必要としている。さらに、イラン人権蹂躪制裁規則によってイランの複数人の高官を指名している 。2012年2月にアメリカにあるイランの中央銀行、他の金融機関及びイラン政府の資産を凍結した。アメリカの見解では、制裁はイラン政府の歳入の80%を占めるエネルギー分野を標的にすべきである。そして、国際金融システムから孤立させることが必要であるとしている 。

## 制裁の結果
制裁はイランの3520億ドルという、原油に依存した経済に影響を及ぼしている。イラン中央銀行の公報によると、原油輸出のシェアは減少傾向にある 。同時に経済成長にも影響が見られる 。2012年3月までには、イランの生産が過去10年で最低の水準に低下し、今後さらに1980年代のイラン・イラク戦争以来のレベルまで低下すると見られている。イラン産の原油は割引価格で販売され 、米欧原油市場におけるイラン産原油の穴埋めはサウジアラビア産でまかなわれ、後者の生産が30年ぶりの水準となっている。
これまでのところ対イラン制裁は、イランが核開発計画を進めるために不可欠な材料及び設備を入手することを困難にしており、計画にとって重大な障害となっている。制裁の社会的、経済的な影響も大きい。例えば、2011年の秋頃から、イラン通貨の貨幣価値が下落し、イランを金融恐慌状態に陥れたとされている。EUの原油輸入停止の直後、通貨がさらに10%下落した 。
一方、どの程度まで影響が与えられるのかはっきりとわからないという意見もある。制裁はイランの国民生活に影響を及ぼすのみで、専門家の中には核開発計画自体には効果的な影響を及ぼさないと主張しているものもおり、1970年代から核開発活動を行ってきた4ヶ国中3ヶ国は、制裁措置にもかかわらず、核開発を成功させたことを例にあげている。
もう一つの影響としては、イランによるホルムズ海峡の封鎖の示唆により、各国が代替の原油輸送経路を検討し始めたことがある。
結果として現在中国がイラン最大の貿易相手国となっている。アメリカは、ZTEなどの中国企業が、経済制裁に違反してイランとの貿易を行っているとして摘発および制裁を行っている。
制裁の影響で2018年には失業者は300万人に達し、失業率は12.1%であった。若者の失業率は25%だという。 

## 犠牲者の報告
イラン政府高官によると、アメリカの制裁により医薬品が入手出来なくなり、コロナ患者数千人が亡くなったという。イランのメディアによれば、制裁が経済を悪化させ、必要な医薬品や医療器具を買う資金が不足した。イラン国内の数万人の患者が、必要な薬の欠如により亡くなったか、または重い病気を悪化させたという。国連人権高等弁務官事務所によれば、サラセミア（地中海貧血）という難病の患者が、制裁の影響で薬を入手出来なくなり、多くの人が亡くなった。アルジャジーラは人数が500人以上だと報道した。

### その他の影響（死亡者以外）
イランにおける人道支援活動が、制裁により害されているという。2012年、国連事務総長バン・キムーン氏はレポートの中で次のように警告を発した。
「イランに対して課された制裁は、インフレの加速、物価やエネルギーコストの上昇、失業率の増加、医薬品等の必要な物品の不足など、かなりの影響をイラン国民全体に与えてきた。食料や医薬品を輸入するために必要な許可を取得している企業でさえ、取引を処理する第三国の銀行を見つけるのに苦労している。」

特定疾患慈善財団は、600万人の病気の患者を支援する、国内最大の医療慈善団体である。同財団所長のファタメ・ハッシェミィによれば、制裁が医薬品や病院設備の輸入に打撃を与えており、数百万人の人々の命が危険な状況にある。血友病、多発性硬化症、癌など、多くの病気の治療に必要な医薬品が深刻に不足している。
概算で23,000人のイラン国内のエイズ患者が、生きるために必要な薬の入手を厳しく制限されてしまった。